# Shaka Loveless
Shaka Loveless Grøn (født 5. marts 1984 i Aarhus) er en dansk rapper og sanger. Han er tidligere forsanger i det danske R&B/hiphop-band ‘The Gypsies’, og musiker i indie rock-gruppen ‘Are We Brothers?’. Som solokunstner brød han igennem, da han i 2012 udgav platin-singlerne "Tomgang" og "Ikke mere tid". Førstnævnte blev i april 2012 P3s Uundgåelige. Shaka Loveless' debutalbum af samme navn er lavet i samarbejde med producerduoen Donkey Sound, bestående af Pharfar og Fresh-I, og udkom på Universal Music.
Shaka Loveless er født i Aarhus, men er opvokset på Ibiza, i Silkeborg og i Alken ved Skanderborg. Han er søn af en dansk mor og den amerikanske blues-sanger James Loveless, som i mange år har været en del af den danske bluesscene.
Shaka Loveless lavede i samarbejde med Kawamura, Steggerbomben, Klumben, Niklas, Mette Lax, Pato og Pilfinger sangen "Nede med koldskål" der udkom i sommeren 2012.
Efter succesen med det første selvbetitlede studiealbum udgav Shaka Loveless den 3. februar 2014 opfølgeren "Det vi sku' miste".
I forbindelse med Bibelselskabets 200 års jubilæum indspillede Shaka Loveless sangen "Hånd i hånd", hvor overskuddet går til HIV-ramte børn. Shaka Loveless har tidligere arbejdet som pædagog på en institution ved navn Børnehuset. 
Som barnebarn af Vestbirk Højskoles mangeårige forstander, Jens Grøn, har Højskolesangbogen altid fyldt meget i Shakas familie.

## Diskografi

### Shaka Loveless
Album
| Titel             | Albumdetaljer                                                                 | Højeste placering | Certificering |
| Titel             | Albumdetaljer                                                                 | Danmark           | Certificering |
| ----------------- | ----------------------------------------------------------------------------- | ----------------- | ------------- |
| Shaka Loveless    | - Udgivet: 28. september 2012 - Selskab: Universal - Format: LP, CD, download | 4                 | - Guld        |
| Det vi sku' miste | - Udgivet: 3. februar 2014 - Selskab: Universal - Format: LP, CD, download    | 2                 |               |
| Til vi ligger     | - Udgivet: 4. september 2015 - Selskab: Universal - Format: CD, download      | 10                | - Guld        |
| Alting/ingenting  | - Udgivet: 10. november 2017 - Selskab: Universal - Format: LP, CD, download  | —                 |               |

Singler
| År                                                               | Titel                                | Højeste placering | Højeste placering | Højeste placering | Certificering                                  | Album             |
| År                                                               | Titel                                | Download          | Streaming         | Airplay           | Certificering                                  | Album             |
| ---------------------------------------------------------------- | ------------------------------------ | ----------------- | ----------------- | ----------------- | ---------------------------------------------- | ----------------- |
| 2012                                                             | "Tomgang"                            | 1                 | 1                 | 2                 | - 2× Platin (download) - 4× Platin (streaming) | Shaka Loveless    |
| 2012                                                             | "Ikke mere tid"                      | 3                 | 1                 | 1                 | - Platin (download) - 4× Platin (streaming)    | Shaka Loveless    |
| 2012                                                             | "Dans din idiot" feat. UFO           | —                 | —                 | —                 | - Guld (streaming)                             | Shaka Loveless    |
| 2013                                                             | "Dengang du græd"                    | 7                 | 8                 | 1                 | - Platin (streaming)                           | Det vi sku' miste |
| 2014                                                             | "2 mod verden"                       | 3                 | 5                 | 1                 | - Platin (streaming)                           | Det vi sku' miste |
| 2014                                                             | "Hånd i hånd" (Lydspor fra Bibelen)  | —                 | —                 | —                 |                                                | ikke-album single |
| 2015                                                             | "Helt fin dag"                       | —                 | —                 | —                 |                                                | Til vi ligger     |
| 2015                                                             | "Ud af mørket" feat. Medina          | 21                | 21                | 2                 | - Guld                                         | Til vi ligger     |
| 2015                                                             | "I nat er vi ladt" feat. Simon Kvamm | —                 | —                 | 10                | - Guld                                         | Til vi ligger     |
| 2016                                                             | "Ikk' Kun Blod"                      | —                 | —                 | —                 |                                                | ikke-album single |
| 2017                                                             | "Velkommen Hjem" feat. Suspekt       | —                 | —                 | —                 |                                                | ikke-album single |
| "—" markerer en udgivelse der ikke opnåede en hitlisteplacering. |                                      |                   |                   |                   |                                                |                   |

Gæsteoptrædener
| 2009 | "Sig hvad" (Flødeklinikken featuring Shaka Loveless)                                                                | — | Maskebal                         |
| 2012 | "The Meter (Superpendejos Remix)" (Silver Bullit featuring Fantabis and Shaka Loveless)                             | — |                                  |
| 2012 | "I Got Love)" (Cliff Uwey featuring Shaka Loveless)                                                                 | — | The Eclectic                     |
| 2012 | "Fast hånd" (EaggerStunn featuring Shaka Loveless)                                                                  | — | Armagedion                       |
| 2012 | "Nede med koldskål" (Smag På P3 featuring Niklas, Klumben, Shaka Loveless, Mette Lax, Djämes Braun & Steggerbomben) | 3 |                                  |
| 2012 | "Fucker rundt alene" (DJ Static featuring Peter Sommer, Shaka Loveless & Tue Track)                                 | — | Rolig under pres                 |
| 2012 | "Murder" (DJ Static featuring J-Spliff & Shaka Loveless)                                                            | — | Rolig under pres                 |
| 2012 | "Sig hvad" (Flødeklinikken featuring Shaka Loveless)                                                                | — |                                  |
| 2012 | "Rooftop" (D.A.N.C.E. feat Shaka Loveless)                                                                          | — |                                  |
| 2012 | "Way with Words" (Negash featuring Shaka Loveless)                                                                  | — | GettoPOP                         |
| 2013 | "Gråt i gråt" (A'typisk featuring Shaka Loveless)                                                                   | — | A'typisk                         |
| 2013 | "Cirkus" (Flødeklinikken featuring Shaka Loveless)                                                                  | — | Syv sind                         |
| 2013 | "These Be the Lines" (Sweatshop featuring Shaka Loveless)                                                           | — | —                                |
| 2013 | "Verden drejer" (Burhan G featuring Shaka Loveless)                                                                 | — | Din for evigt                    |
| 2014 | "Lille hjerte" (Ankerstjerne featuring Shaka Loveless)                                                              | 3 |                                  |
| 2014 | "Natten" (J-Spliff featuring Shaka Loveless)                                                                        | — | Større end alting                |
| 2014 | "Det inderste af dig selv" (Yepha featuring Shaka Loveless)                                                         | — | Højere hurtigere dybere breddere |
| 2014 | "Hvis lyset blænder dig" (Wafande featuring Shaka Loveless)                                                         | — | Nyt land                         |
| 2014 | "—" markerer en udgivelse der ikke opnåede en hitlisteplacering.                                                    |   |                                  |

### Wazzabi
Album
- A Bigger Form (EP) (2008)
- Wazzabining (2010)

Singler
- Come Along (2009)

### The Gypsies
Album
- One Hand Up (2007)
- For the Feeble Hearted (2009)

Singler
- "Underground" (2007)
- "Part of Me" (2007)
- "DK" (2007)
- "The Mirror" (2009)
- "American Girl" (2009)

### Are We Brothers?
Album
- "Are We Brothers?"

## Sangskriver
- Wasteland “40000 Feet Off the Ground”
- Infernal: “Can´t Go Back”
- Wafande: “Armen Om Mig Selv”
- Fresh-I: “Blændet Af Natten”
- Benjamin Kissi: ”Makeup Sex" (EP)

## Priser
- Danish Music Awards 2012 - "Årets danske clubudgivelse ("Tomgang") og "Årets danske musikvideo ("Tomgang")"
- Danish Music Awards 2013 - "Årets danske mandlige kunstner"
- Danish DeeJay Awards 2013 - "Årets urban udgivelse ("Tomgang")" og "Årets danske artist"
- Komponisternes Hæderspris 2014

## Studie- og livemusiker
- Outlandish
- Medina
- Kasper Winding
- The William Blakes
- Lasse Boman